# Brachyspirobolus rufus
Brachyspirobolus rufus är en mångfotingart som beskrevs av Demange 1971. Brachyspirobolus rufus ingår i släktet Brachyspirobolus och familjen Pachybolidae. Inga underarter finns listade i Catalogue of Life.